# Aristolochia holtzei
Aristolochia holtzei là một loài thực vật có hoa trong họ Aristolochiaceae. Loài này được F.Muell. mô tả khoa học đầu tiên năm 1893.